# Karl Schleinzer
Karl Ernst Schleinzer (* 8. Jänner 1924 in Zellach bei Wölch; † 19. Juli 1975 in Bruck an der Mur) war ein österreichischer Politiker und Bundesminister von 1961 bis 1970. Für die Nationalratswahl 1975 war Schleinzer Kanzlerkandidat der ÖVP, jedoch starb er bei einem Verkehrsunfall wenige Monate vor der Wahl.

## Leben
Karl Schleinzer wurde am 8. Jänner 1924 als Sohn von Karl Schleinzer (* 25. Oktober 1877; † 30. Dezember 1929), Besitzer der vulgo Lavanttatschlhubn, einer Huab’n in Zellach (im Ortsgebiet der heutigen Gemeinde Frantschach-St. Gertraud im Lavanttal), und dessen Ehefrau Theresia (geborene Jehart; * 5. Oktober 1897; † 2. Oktober 1992 in Wien) geboren. Seine Eltern hatten am 21. November 1921 in der Pfarrkirche St. Gertraud im Lavanttal geheiratet. Die Großeltern väterlicherseits waren Josef Schleinzer, Vorbesitzer der Huab’n, und dessen Ehefrau Maria (geborene Tatschl). Die Großeltern mütterlicherseits waren der Kaufmann und Realitätenbesitzer Ferdinand Jehart (* 16. April 1871) und dessen Ehefrau Maria (geborene Schober; * 18. Mai 1877), die am 3. Februar 1895 in der Pfarre St. Gertraud geheiratet hatten. Nach dem frühen Tod des Vaters heiratete die verwitwete Mutter am 17. Februar 1940 in 2. Ehe in der Pfarre St. Gertraud einen Franz Weber.
Nach dem Besuch der Volksschule und der Mittelschule absolvierte Karl Schleinzer ein Landwirtschaftsstudium an der Hochschule für Bodenkultur mit Promotion. Am 8. November 1942 beantragte er die Aufnahme in die NSDAP und wurde rückwirkend zum 1. September 1942 aufgenommen (Mitgliedsnummer 9.244.264). Im Frühjahr 1943 wurde er zur Wehrmacht einberufen, den Krieg beendete er 1945 als Leutnant der Reserve in britischer Kriegsgefangenschaft. Danach begann er seine berufliche Laufbahn bei der Landwirtschaftskammer Kärnten.
Mit 32 Jahren schaffte er es 1956 als Abgeordneter der ÖVP in den Kärntner Landtag. Vier Jahre später hatte er als Spitzenkandidat der ÖVP das bisher beste Ergebnis bei Landtagswahlen erreicht.
1959 avancierte er zum Landesparteiobmann der Kärntner ÖVP und wurde dann 1960 bis 1961 Landesrat für Land- und Forstwirtschaft sowie Geschäftsführer des Kärntner Bauernbundes. Von 1961 bis 1964 übernahm er unter Bundeskanzler Alfons Gorbach den Posten des Verteidigungsministers. Mit 37 Jahren war er zum Zeitpunkt der Amtsübernahme als Verteidigungsminister das bis dahin jüngste Regierungsmitglied der Zweiten Republik.
Im Anschluss daran wirkte er von 1964 bis 1970 unter Bundeskanzler Josef Klaus, auf dessen Wunsch hin er das Ressort wechselte, als Bundesminister für Land- und Forstwirtschaft und legte dabei den Baustein der modernen Agrarpolitik in Österreich. Als Landwirtschaftsminister setzte er sich als Erster für die Vernetzung mit der Wirtschaft ein und intensivierte Kontakte im Hinblick auf einen schon damals diskutierten Beitritt Österreichs zur Europäischen Wirtschaftsgemeinschaft (EWG). Zu seinen zentralen politischen Anliegen zählte etwa die Schaffung und Erhaltung einer leistungsfähigen Agrar- und Ernährungswirtschaft. Des Weiteren bemühte er sich um neue agrarpolitische Konzepte und eine Erweiterung der im Grünen Bericht gemäß Landwirtschaftsgesetz 1960 festgelegten Förderungsmaßnahmen. Bis heute (Stand: 2024) ist mit Schleinzer das sogenannte Strukturpaket (Siedlungsgrundsatzgesetz (1967), Güter- und Seilwegegesetz (1967), Besitzstrukturfonds) verbunden.
Zu Schleinzers Anliegen zählte außerdem die Forcierung der ersten Qualitäts- und Absatzstrategie für die heimische Agrar- und Ernährungswirtschaft oder die Einführung des Qualitätsklassegesetzes (1967), mit dem er sich mit Maßnahmen im Rahmen der Marktordnung und Reformen für eine bessere Abstimmung von Angebot und Nachfrage auf eine intensivere Verbindung zwischen Produzenten und Konsumenten einsetzte.
Nach dem Machtwechsel zur SPÖ war Schleinzer 1970 bis 1971 ÖVP-Generalsekretär unter dem Bundesparteiobmann Hermann Withalm.
Bis zu seinem Tod war Karl Schleinzer stets Abgeordneter zum Nationalrat für die ÖVP. Am 4. Juni 1971 beim außerordentlichen Parteitag in Wien mit 286 von 423 gültigen Stimmen (67 %) zum Bundesparteiobmann der Österreichischen Volkspartei gewählt, fungierte er ab damals in dieser Funktion und war Spitzenkandidat der ÖVP für die Nationalratswahl 1975.

### Tödlicher Unfall

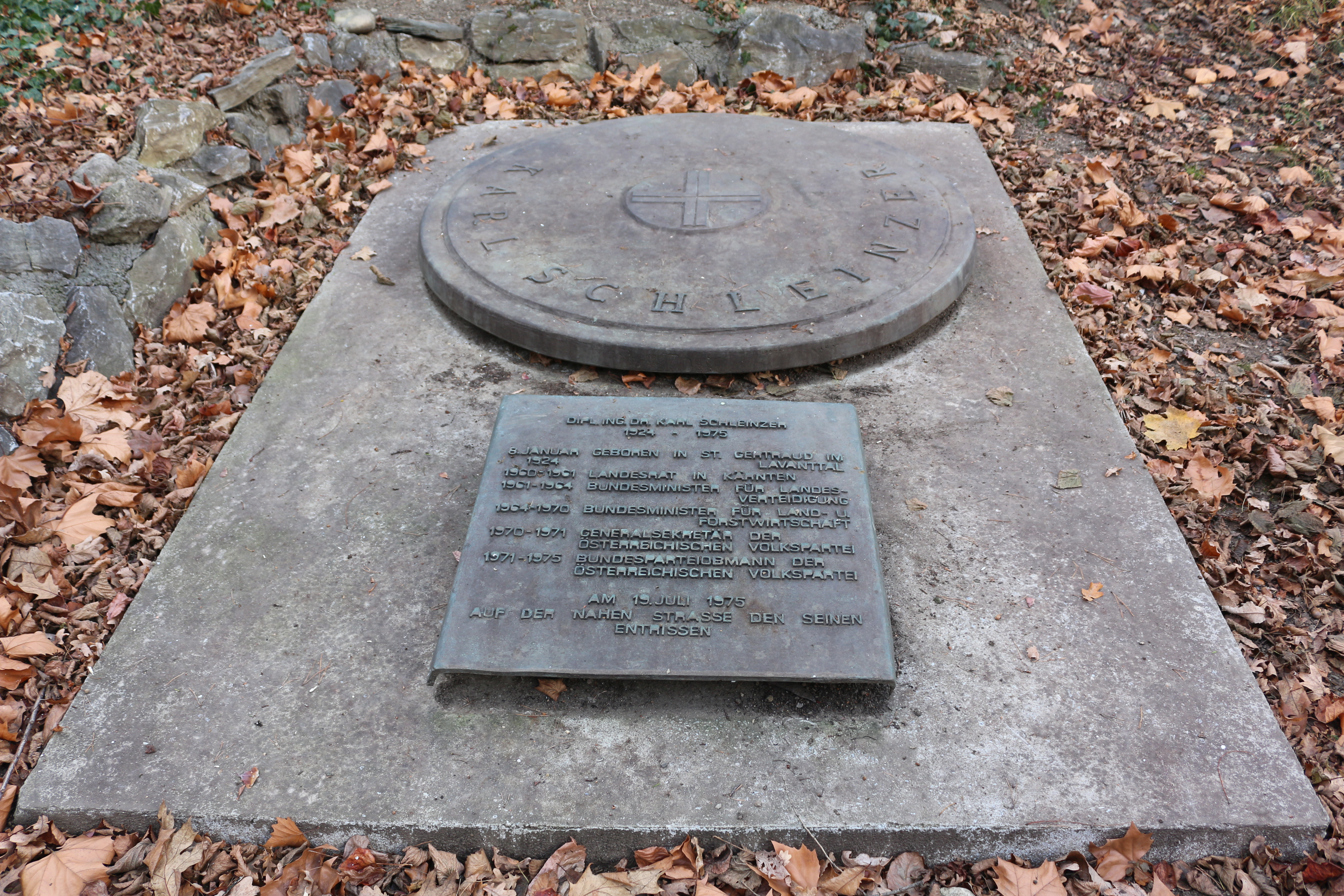
Gedenktafel für Karl Schleinzer auf dem Gelände der Höheren Bundeslehranstalt für Forstwirtschaft Bruck/Mur (2025)

Am Samstag, den 19. Juli 1975 kehrte Schleinzer vom Urlaub in Rhodos zurück und fuhr anschließend von Wien mit seinem Privatwagen in Richtung Kärnten nach Hause. Bei dieser Fahrt verunglückte er auf der damals berüchtigten Gastarbeiterroute in Bruck an der Mur durch einen Frontalzusammenstoß mit einem türkischen Sattelzug. Der damalige Oberarzt der Chirurgie des Landeskrankenhauses Bruck/Mur, Berger, konnte nur mehr den Tod feststellen. Als Unfallursache wurde Sekundenschlaf vermutet. Es kursierten seinerzeit Gerüchte um mögliche Manipulationen am Ford Granada des damaligen ÖVP-Vorsitzenden. Neben seiner Ehefrau Margarethe, die im Jahr 2007 mit 83 Jahren starb, hinterließ Schleinzer auch noch fünf Kinder mit deren Familien, darunter den angesehenen Wirtschaftsjuristen Karl Schleinzer junior (* 28. März 1946; † 1. Oktober 2022). Der Leichnam Schleinzers wurde nach Kärnten überführt und dort am Friedhof von St. Oswald bei Bad Kleinkirchheim beigesetzt.
Am Ort des Unfalls, direkt an der heutigen Leobener Straße in der Nähe zum ersten Kreisverkehr bei der Leobner Brücke, wurde später eine Gedenktafel errichtet. Diese wurde im Juli 2022, anlässlich des 47. Todestages, an einen neuen Standort verlegt und befindet sich seitdem auf dem Gelände der Höheren Bundeslehranstalt für Forstwirtschaft Bruck/Mur.
Die zu seinem Gedenken errichtete Dr. Karl Schleinzer-Stiftung vergibt Studienförderungen an Studierende der Universität für Bodenkultur.